# ウインクル
ウインクルは、1988年2月に高砂電器産業（後のコナミアミューズメント）が開発・発売したパチスロ機。
高砂電器産業が最初に保通協検定に適合した2号機。『ベンハー』（大東音響）、『スーパーセブン』（パイオニア）は同機種のOEM機であり、これらは同機種の兄弟機種と称されることがある。比較的初心者に配慮したと思われる機能が随所に設けられており、その意味では現在のスロット人気の土台を作った機種ともいえる。
後継機のスーパーウインクルについても本項で述べる。

## ウインクル

### 特徴
- 2号機より認められたクレジット機能およびベットボタンを最初に搭載した機種。
- 任意役成立時（3枚掛け遊戯時）に該当役がテンパイする時、リールが減速せずに急ブレーキがかかったような停止スベリが発生する。中段以外でボーナス絵柄の0コマ停止（いわゆるビタ停まり）は確定。
- 通常のボーナスの他に1ゲームのシングルボーナス（「?」絵柄）、60ゲームのフルーツ集中を搭載。フルーツ集中はベルが揃った次ゲームで抽選される。レギュラーボーナス時成立時は中断し、以降レギュラーボーナス終了後は継続、ビッグボーナス成立時はフルーツ集中も終了する（成立だけで終了する）。フルーツ集中の契機となるベルは、ビッグおよびレギュラー終了後の次ゲームは確率が上がる。
- ベル次ゲームのフルーツ集中当選時は小役が成立しやすい。そのため角チェリーが成立したら残りのリールを停めないでトイレに立つといういわゆる「トイレ目」の遊び方のパイオニア的機種でもあった。
- フルーツ集中は『バニーガール』と違い、ランプで告知されるのでわかりやすい。フルーツ集中のベル役でパンクするとされているが、通常遊技中は制御で揃わない。
- 通常時はボーナスゲームカウントを示すランプが右リールの目押しインジケーターの役割を果たしていた。1付近で押すと「スイカ」、4付近で押すと「7」、6付近で押すと「ベル」に対応。
- ボーナス成立後は目押しミスなどでメダルが減らないよう差枚数に応じて小役確率が変動するようになっていた。
- 右リールは配列上シングルボーナスを取りこぼす個所がある絵柄配列だったが、なぜか普通に消化できた。
- 配列上、通常小役であるブドウとシングルボーナスが平行に揃ってしまう箇所があり、通常プレイでも小役を取りこぼすことがある。
- 「?」と「ベル」役はフラグを持ち越す設計だったため、これらを取りこぼした空き台を探すという楽しみも存在した。
- 代表的なリーチ目（厳密にいえばボーナス未成立でも出現するため、チャンス目に近い）は、中、右リールの中段がブドウ絵柄で8枚小役が成立するというシンプルなもの（実質4種類しかない）だった。またシングルボーナス成立後のJACゲームが外れた際もリーチ目扱いとなる
- ビッグボーナスは2枚掛けや変則押し等をしない限りは、打ち手の技量、運の要素に関係なく常に同じ獲得枚数で終了する。
- 裏物も実在し、突如ビッグボーナスが大連チャンしだす物があった。しかし裏物ではボーナス確定リーチ目を全て無視し、リーチ目が出てもボーナスに入らないという大雑把なプログラムであったが当時のパチスロ愛好者には受け入れられていた。

### ボーナス確率
| 設定 | BIG   | REG   | フルーツ集中 |
| ---- | ----- | ----- | ------------ |
| 1    | 1/381 | 1/381 | 1/546.4      |
| 2    | 1/349 | 1/349 | 1/497.5      |
| 3    | 1/303 | 1/303 | 1/546.4      |
| 4    | 1/278 | 1/278 | 1/497.5      |
| 5    | 1/245 | 1/245 | 1/546.4      |
| 6    | 1/224 | 1/224 | 1/497.5      |

### 関連商品
- 『実戦パチスロ必勝法!クラシック』（サミー工業、1995年7月7日、スーパーファミコン用ゲームソフト）

本機が収録されている。「フルーツ集中中のレギュラーボーナスが終了しても台ランプが点滅したまま」、「フルーツ集中をベルの次々ゲームで抽選する」という点が実機と異なるが、上段リンゴと「?」のダブルテンパイのハズレがベル以上確定のリーチ目になるなど、マニアックな目も含めて忠実に再現されている。

## スーパーウインクル
スーパーウインクルは、1989年10月に高砂電器産業が開発、発売したパチスロ機。2-2号機。無定量営業向けとしてリリースされた。

### 特徴
- インジケーター機能は廃止されたが、7絵柄にロゴを入れることで目押しに配慮したデザインになっている。（7絵柄に初めて文字を入れた機種といわれている）
- レギュラーボーナスに2種類の絵柄（星、スイカ）を採用。
- 沖縄仕様版『ウインクル』として発売した『アイランド』にも使用されたハイビスカスをモチーフとして、小役絵柄デザインに取り入れている。
- ウインクルにあったシングルボーナスが廃止された。
- フルーツの集中（正確には12枚役のベル絵柄の集中）は健在。しかし、レギュラーボーナスでも終了するなど、パワーダウンしている。
- ウインクルではボーナスフラグ非成立時に中リール中段に7を停める制御が多く、その意味で中段テンパイに魅力がないなどのゲーム性であったが、本機では引き込めない場合でのボタン停止時、いわゆるずるスベリが発生する。また、引き込める場合の急ブレーキ制御は健在。
- リーチ目として、ハイビスカス揃い、チェリー付き中段7テンパイが主なリーチ目（通常時はチェリー、ハイビスカスは揃いにくい）。
- ボーナス中、BGMとして『大脱走マーチ』が流れる。パチスロ機で初めてJASRACに使用申請を出した機種である。
- 『ゴールドベンハー』（大東音響、現・藤興）は本機のOEM機にあたる。内部スペックやリール配列などは同一である。

### ボーナス確率
| 設定 | BIG     | REG     | フルーツ集中 |
| ---- | ------- | ------- | ------------ |
| 1    | 1/273.1 | 1/266.4 | 1/1087       |
| 2    | 1/260.1 | 1/242.7 | 1/ 952       |
| 3    | 1/248.2 | 1/220.7 | 1/ 840       |
| 4    | 1/237.4 | 1/198.6 | 1/ 807       |
| 5    | 1/234.9 | 1/182   | 1/ 730       |
| 6    | 1/234.9 | 1/156   | 1/ 606       |